# Primera División (Uruguay) 1988
Die Saison 1988 der Primera División war die 85. Spielzeit (die 57. der professionellen Ära) der höchsten uruguayischen Spielklasse im Fußball der Männer, der Primera División.
Die Primera División bestand in der Meisterschaftssaison des Jahres 1988 aus 13 Vereinen, deren Mannschaften in insgesamt 156 von Mitte Juni bis in die zweite Dezemberhälfte jenes Jahres ausgetragenen Meisterschaftsspielen jeweils zweimal aufeinandertrafen. Es fielen 362 Tore. Die Meisterschaft gewann der Danubio FC als Tabellenerster vor dem Club Atlético Peñarol und dem Vorjahresmeister Club Atlético Defensor als Zweitem und Drittem der Saisonabschlusstabelle. Miramar Misiones und musste in die Segunda División absteigen. Peñarol, Danubio und Nacional qualifizierten sich für die Copa Libertadores 1989.
Torschützenkönig wurde mit 23 Treffern Rubén da Silva vom Meister Danubio.

## Jahrestabelle
| Pl. | Verein                     | Sp. | S  | U  | N  | Tore    | Diff. | Punkte |
| --- | -------------------------- | --- | -- | -- | -- | ------- | ----- | ------ |
| 1.  | Danubio FC                 | 24  | 18 | 4  | 2  | 052:180 | +34   | 40     |
| 2.  | Club Atlético Peñarol      | 24  | 13 | 5  | 6  | 051:300 | +21   | 31     |
| 3.  | Club Atlético Defensor (M) | 24  | 12 | 7  | 5  | 033:170 | +16   | 31     |
| 4.  | Huracán Buceo              | 24  | 11 | 6  | 7  | 025:250 | ±0    | 28     |
| 5.  | Liverpool FC (N)           | 24  | 10 | 5  | 9  | 020:200 | ±0    | 25     |
| 6.  | Montevideo Wanderers       | 24  | 6  | 12 | 6  | 025:260 | −1    | 24     |
| 7.  | Nacional Montevideo        | 24  | 8  | 6  | 10 | 026:320 | −6    | 22     |
| 8.  | CA Cerro                   | 24  | 9  | 3  | 12 | 021:290 | −8    | 21     |
| 9.  | Central Español            | 24  | 7  | 7  | 10 | 019:270 | −8    | 21     |
| 10. | River Plate Montevideo     | 24  | 5  | 10 | 9  | 028:270 | +1    | 20     |
| 11. | Bella Vista                | 24  | 5  | 8  | 11 | 020:330 | −13   | 18     |
| 12. | Miramar Misiones           | 24  | 4  | 10 | 10 | 024:380 | −14   | 18     |
| 13. | Club Atlético Progreso     | 24  | 4  | 5  | 15 | 021:410 | −20   | 13     |

| (M) | Meister der vorangegangenen Saison  |
| (N) | Aufsteiger aus der Segunda División |